# DDR2 SDRAM
DDR2 és un tipus de memòria RAM. Forma part de la família SDRAM de tecnologies de memòria d'accés aleatori, que és una de les moltes implementacions de la DRAM.
Els mòduls DDR2 són capaços de treballar amb 4 bits per cicle, és a dir 2 d'anada i 2 de tornada en un mateix cicle millorant substancialment l'amplada de banda potencial sota la mateixa freqüència d'una DDR SDRAM tradicional (si una DDR a 200 MHz reals lliurava 400 MHz nominals, la DDR2 per aquests mateixos 200 MHz reals dona 800 MHz nominals). Aquest sistema funciona a causa que dins de les memòries hi ha un petit buffer que és el que guarda la informació per després transmetre-fora del mòdul de memòria, aquest buffer en el cas de la DDR convencional treballava prenent els 2 bits per transmetre'ls en 1 només cicle, el que augmenta la freqüència final. En les DDR2, el buffer emmagatzema 4 bits per després enviar-los, el que al seu torn redobla la freqüència nominal sense necessitat d'augmentar la freqüència real dels mòduls de memòria.
A totes les memòries DDR haurien de venir indicada la latència o temps de resposta, indicat amb l'índex CL (7,8,9 fins a 11). Com a referència genèrica a un índex CL mes baix mes ràpida es la resposta,sempre mesurada en cicles de BUS. (Això implica que en temps reals (Nanosegons) l'accés a les dades es mes ràpid en un CL9 a 1333Mhz que en un CL11 a 1600Mhz).

## Comparació gràfica entre memòries DDR SDRAM, DDR2 i DDR3
Les memòries DDR2 tenen majors latències que les aconseguides amb les DDR convencionals, cosa que perjudicava el seu rendiment. Reduir la latència en les DDR2 no és fàcil. El mateix fet que el buffer de la memòria DDR2 pugui emmagatzemar 4 bits per després enviar és el causant de la major latència, pel fet que es necessita més temps de "escolta" per part del buffer i major temps de treball per part dels mòduls de memòria, per recopilar aquests 4 bits abans de poder enviar la informació.